# 72e division de fusiliers motorisés de la Garde
Pour les articles homonymes, voir 72e division.
La 72e division de fusiliers motorisés de la Garde est une unité de l'Armée soviétique.
Elle est créée en 1943 par transformation de la 29e division de fusiliers en 72e division de fusiliers de la Garde. De 1946 à 1953, elle est réduite sous le nom de 7e brigade de fusiliers de la Garde. En 1957, l'unité est renommée 72e division de fusiliers motorisés de la Garde. En janvier 1992, l'Ukraine devient indépendante et la division est renommée 72e division mécanisée de la Garde. Elle est renommée 72e brigade mécanisée indépendante en 2002.